# Aeropuerto Internacional de Cóbano
El Aeropuerto Internacional de Cóbano es un aeropuerto privado que sirve a Cóbano, provincia de Puntarenas (Costa Rica). Fue inaugurado en agosto de 2023 para atender principalmente turistas a los complejos turísticos de la zona.

## Destinos
| Aerolíneas               | Destinos |
| ------------------------ | --- |
| Costa Rica Green Airways | San José |
| SANSA                    | Bocas del Toro (estacional), Liberia, Mal País, Montezuma, Nosara (estacional), Quepos, San José, Tamarindo, Santa Teresa |